# Georg Karl Philipp von Struensee
Georg Karl Philipp Struensee, ab 1820 Georg Karl Philipp von Struensee, (* 30. November 1774 in Greifenberg in Pommern; † 2. Oktober 1833 in Breslau) war ein preußischer Verwaltungsbeamter. Er amtierte unter anderem als erster Polizeipräsident in Köln nach der Übernahme der Stadt in die preußische Herrschaft.

## Herkunft und Familie
Struensee entstammte einer ursprünglich in der Mark Brandenburg ansässigen Tuchmacherfamilie Struensee, deren Name im Jahr 1477 in Neuruppin erstmals urkundlich erwähnt wird. Einige Mitglieder der Familie wechselten später in den preußischen Staatsdienst. Struensees Eltern waren der preußische Kreissteuerverwalter und Erster Kreisdirektor Christian Philipp Struensee (1743–1811) und dessen Ehefrau Charlotte Friederike, geb. Moldenhauer.
Mit dem Leibarzt, Reformer und Staatsminister in dänischen Diensten Johann Friedrich Struensee (1737–1772) war er weitläufig verwandt, da sein Ururgroßvater und Johann Friedrich Struensees Großvater Brüder waren.

## Leben

### Frühe Jahre
Über Struensees Ausbildung ist nichts bekannt. Anzunehmen ist, dass er nach dem Abitur ein Studium antrat und dieses mit den für den höheren Verwaltungsdienst im Königreich Preußen nötigen Examina abschloss. 1806 trat er folgerichtig in den Staatsdienst Preußens ein. Von 1807 bis 1809 war er Bürgermeister und städtischer Landrat seiner Heimatstadt Greifenberg in Pommern. In Greifenberg war Struensee auch wesentlich an der Bildung des Schillschen Freikorps beteiligt, woraufhin sein Haus von französischen Soldaten als Vergeltungsmaßnahme geplündert wurde. Während der Belagerung Kolbergs 1807 sorgte er für den Nachschub für die Festung Köslin. Ab 1810 war Struensee dann als Polizeidirektor in Stargard und später in gleicher Funktion in Magdeburg eingesetzt. In Magdeburg erwarb er sich hohes Ansehen und wurde auch nach seinem Weggang noch zu Beratungen der Stadtoberen hinzugezogen.

### Als Polizeipräsident in Köln

#### Ausgangslage und Amtsantritt
Am 8. November 1816 wurde Struensee, der ein Protegé des preußischen Innenministers Friedrich von Schuckmann war, zum Polizeipräsidenten von Köln ernannt. Die Ernennung war von vornherein problematisch. Köln war zusammen mit der Provinz Jülich-Kleve-Berg bei der territorialen Neuordnung des Wiener Kongresses erst im Jahr zuvor an Preußen gekommen. Vorher war es ab 1794 französisch besetzt und war für die Loyalität seiner Bürger zum französischen Kaiserreich noch 1812 mit dem Titel einer Bonne ville de l’Empire français geehrt worden. Vor der französischen Besatzung galt die Stadt lange Zeit als Hort eines intoleranten, obskurantistischen und fortschrittsfeindlichen Katholizismus. Die Kölner Bürgerschaft war demnach nicht unbedingt preußenfreundlich eingestellt und hätte demnach einen lokalen und zudem katholischen Kandidaten bei Weitem bevorzugt. Der schon zu dieser Zeit schwelende konfessionelle Konflikt zwischen der katholischen Kirche und den protestantischen Vertretern des preußischen Staats mündete einige Jahre nach Struensees Weggang aus Köln in die Kölner Wirren.
Dazu stellte die Position des Polizeipräsidenten grundsätzlich eine Neuerung im Kölner Verwaltungsapparat dar, da die ortspolizeilichen Aufgaben bisher vom Kölner Oberbürgermeister mit wahrgenommen wurden. Diese Aufgaben wurden nun abgetrennt, was Struensee in Konflikt mit dem amtierenden Oberbürgermeister Karl Josef von Mylius brachte.
Am 27. Dezember 1816 erhielt Struensee auf Erlass Schuckmanns noch zusätzlich zu seinen ortspolizeilichen Aufgaben auch die landrätlichen Geschäfte des Stadtkreises Köln. Dies entsprach der üblichen Verwaltungsorganisation Preußens auch in anderen Provinzen, brachte Struensee aber noch zusätzlich in Konflikt mit Mylius, der auch in diesem Fall vorher mit diesen Aufgaben betraut gewesen war. Struensee traf am 1. Februar 1817 in Köln ein und übernahm seine Amtsgeschäfte kurze Zeit später. Aufgrund der Konfliktfelder traf er unmittelbar auf die ablehnende Haltung des Oberbürgermeisters, des Stadtrats und der Bürgerschaft. Diese Haltung verstärkte sich noch, da es Struensee in seiner gesamten Kölner Dienstzeit ein Anliegen war, die preußische Herrschaft in dem neuen Landesteil zu festigen und jegliche Souveränitätsbestrebungen der Stadt Köln sowie des Rheinlandes zu unterbinden.
Zu Beginn seiner Tätigkeit konnte Struensee durchaus Erfolge vorweisen. So konnte er mittels einer auf Wunsch des Oberbürgermeisters Mylius am 17. September 1818 erlassenen Verordnung erfolgreich gegen die in Köln zu dieser Zeit charakteristische Stadtbettelei vorgehen. Allerdings war der Erfolg nicht von Dauer und die Bettelei nahm in den späteren Jahren unter Struensees Amtsführung wieder erheblich zu.
Auch die Kriminalität, in dieser Zeit zumeist Kleinkriminalität, konnte Struensee nur unzureichend bekämpfen. Hierbei kam die mangelnde Organisation der Polizei und die Kompetenzstreitigkeiten mit der städtischen Verwaltung zum Tragen, auch da Struensee Wünsche und Anregungen der Stadtverwaltung gegenüber der Polizei ignorierte, was die Abneigung des Gremiums ihm gegenüber noch weiter verstärkte.
Stattdessen baute Struensee, der weiterhin auch von dem preußischen Polizeiminister Wilhelm zu Sayn-Wittgenstein-Hohenstein protegiert wurde, ein regelrechtes Spitzelsystem in Köln auf. Hierbei arbeitete er auch eng mit dem späteren Polizeidirektor in Aachen Schnabel zusammen. Binnen kurzer Zeit schuf Struensee so ein System, das die gesellschaftlichen Bewegungen in der Stadt wirksam kontrollierte, wodurch eine freie Meinungsäußerung in diesem Rahmen erschwert oder unmöglich gemacht wurde. Weiterhin weitete Struensee seine Kompetenzen auch bis in wichtige Bereiche der Stadtverwaltung aus und konnte aus dieser Position Verfügungen selbst erlassen, ohne den Regierungspräsidenten der Provinz Jülich-Kleve-Berg Friedrich zu Solms-Laubach, seinen direkten Vorgesetzten, zu konsultieren. Ziel war es hierbei, der preußischen Regierung in Köln ein wirksames Instrument zur Machtausübung zu geben.

#### Als Zensor
Am 31. März 1817 wurde Struensee durch den Regierungspräsidenten Solms-Laubach darüber hinaus zum obersten Zensor von Köln ernannt. Diese Dienststellung behielt er bis zu seinem Dienstende 1830 bei. Neben politischen und staatswissenschaftlichen Publikationen umfasste Struensees Tätigkeit auch alle in Köln erscheinenden Zeitungen und Flugschriften. Kurz vor Ende seiner Dienstzeit in Köln übernahm er auch noch die Zensorenstelle für juristische Schriften für Köln und Düsseldorf.
Das Amt des Zensors versah Struensee offenbar mit großem Eifer, sodass die Polizeiverwaltung schon bald das Pressewesen Kölns weitgehend bestimmte.
Besonderes Augenmerk legte Struensee dabei auf Schriften, die die neuen preußischen Machthaber in ein schlechtes Licht rücken könnten. Gleich zu Beginn seiner Tätigkeit am 4. Mai 1817 musste daher die von dem Verleger Marcus DuMont herausgegebene Sonntagsausgabe der Kölnischen Zeitung mit leerem Titelblatt erscheinen, obwohl Struensee DuMont gleich bei seinem Amtsantritt in einem persönlichen Gespräch genaue Anweisungen zur Einhaltung der Zensurkriterien gegeben hatte. Der für die Titelseite vorgesehene Artikel war durch Struensee beanstandet und nicht freigegeben worden, da er mit Forderungen nach Tilgung der preußischen Staatsschulden und Steuersenkungen endete. DuMont erhielt für die Leerseite eine Rüge, da er, wie auch andere Zeitungsmacher damals, den Artikel bewusst spät bei der Vorzensur vorgelegt hatte. Der Grund hierfür war, dass in der Vergangenheit diese Texte unter Zeitdruck zwar beanstandet aber dann doch freigegeben wurden, um Leerstellen zu vermeiden. Nicht so in diesem Fall. Der Vorfall war bis dahin einzigartig in Deutschland und die Praxis, Leerstellen anstelle von beanstandeten Artikeln zu setzen, fand kurzfristig, bis zu einem entsprechenden Verbot durch die preußische Regierung, viele Nachahmer.
In einem anderen Fall, als Dumont erneut aus Zeitnot nach einer Zensur durch Struensee den Teil einer Zeitungsseite freilassen musste, erhielt Struensee durch den preußischen Staatskanzler Hardenberg einen Verweis.
Weiterhin unterband Struensee jegliche Schriften der von Christoph von Sethe geleiteten Rheinischen Immediat-Justiz-Kommission, die ab 1816 das preußische und das französische Recht in Bezug auf eine territoriale Gesetzgebung für das Rheinland verglich und dafür sorgte, dass der französische Code civil abgewandelt als sog. Rheinisches Recht im preußischen Rheinland weiter galt. Struensee bezichtigte die Kommission, ein eigenes Rheinisches Justizministerium aufbauen zu wollen und redigierte deren Schriften dahingehend besonders scharf. Zusätzlich zwang er Kölner Zeitungsverleger, darunter auch DuMont, Artikel gegen das Rheinisch-Französische Recht zu veröffentlichen.

#### Karneval
Ebenso wie die preußische Regierung, stand auch Struensee als preußischer Protestant dem Karneval skeptisch gegenüber, auch, da Struensee oftmals im Rahmen des Karnevals satirisch angegriffen wurde. Ernsthafte Versuche, den Karneval zu verbieten unternahm er allerdings nicht, zumal auch König Friedrich Wilhelm III. die Feierlichkeiten als Kölner Folklore letztlich widerwillig akzeptierte. Jedoch versuchte Struensee oftmals, die Karnevalsfeierlichkeiten, wie beispielsweise den Festumzug, durch Maßnahmen und Umleitungen zu behindern.

### Ende seiner Dienstzeit in Köln und spätere Tätigkeiten
Am 6. Juni 1820 wurde Struensee in den erblichen preußische Adelsstand erhoben.
1830 kam es dann zu einem abrupten Ende von Struensees Dienstzeit in Köln. Vorausgegangen waren eine erhöhte Unruhe in der Kölner Bevölkerung ausgelöst durch die französische Julirevolution und speziell eine Flugblattaktion, bei der zu einer Erhebung des Rheinlandes gegen Preußen aufgerufen wurde. In der Folge kam es Ende August 1830 vor dem Polizeipräsidium zu Kundgebungen der Bevölkerung, die teilweise gewaltsam aufgelöst wurden. Auch führende Vertreter der Stadt wandten sich nunmehr gegen Struensee. Anfang September 1830 wurde er schließlich nach Berlin berufen. Struensees Nachfolger wurde sein bisheriger Mitarbeiter, der Polizeirat Laurenz Dolleschall. Die Stadtoberen sowie auch der Erzbischof von Köln Ferdinand August von Spiegel begrüßten den Weggang Struensees ausdrücklich.
Kurze Zeit später wurde Struensee nach Breslau berufen, wo er am 27. März 1831 die Stelle eines Dirigenten in der Abteilung des Innern der Provinzialregierung unter Friedrich Theodor von Merckel übernahm und zum Oberregierungsrat ernannt wurde. Diese Dienststellung behielt er bis zu seinem Lebensende.

## Familie
Struensee war verheiratet mit Friederike, geborene von Laurenz. Das Paar hatte neun Kinder, von denen allerdings nur fünf das Erwachsenenalter erreichten. Unter den Kindern waren der Beamte und Romanschriftsteller Gustav von Struensee (1803–1875) sowie der preußische Major im Ingenieurkorps Johann Friedrich Albert von Struensee (1820–1863).